# Partido Liberal (Reino Unido)
El Partido Liberal  fue un partido político británico que existió durante los siglos XIX y XX. Desde su nacimiento fue uno de los principales partidos de Gran Bretaña e Irlanda del Norte, junto con el Partido Conservador. Su apogeo se dio entre los años 1860, tras ser fundado por Lord Palmerston, hasta los años 1920, cuando sufrieron varios reveses electorales que los situaron por debajo de los otros dos grandes partidos. A partir de entonces fue la tercera fuerza electoral, con un porcentaje de votos muy variable. En 1988 el partido se fusionó con el Partido Social Demócrata para originar el Partido Liberal Demócrata.

## Ideología
Durante el siglo XIX el Partido Liberal era, en líneas generales, partidario de lo que hoy se podría llamar liberalismo clásico: apoyando políticas económicas de laissez-faire así como libre cambio y mínima intervención gubernamental en la economía (esta doctrina fue denominada Liberalismo Gladstoniano tras la era liberal del Primer ministro de la Era Victoriana Gladstone). El Partido Liberal también favorecía las reformas sociales, las libertades personales, así como la reducción de los poderes de la Corona y de la Iglesia (muchos de sus miembros eran Nonconformist) y en la extensión del derecho de sufragio.
Los términos políticos "moderno", "progresista" o "nuevo" liberalismo comienzan a surgir a partir de mediados de la década de 1880 y se convirtieron en comunes para denotar la tendencia del Partido Liberal de favorecer un mayor papel del Estado que los liberales "clásicos". Así, a principios del siglo XX tienden hacia el Nuevo liberalismo, llamado también social liberalismo: la creencia en la libertad individual con el apoyo al intervencionismo estatal para proveer unos niveles mínimos de bienestar, ejemplificado en los gobiernos de Herbert Henry Asquith y David Lloyd George.

## Orígenes

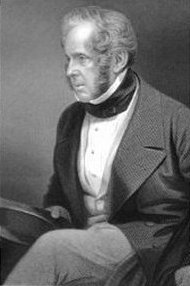
El vizconde Palmerston.

El Partido Liberal surgió a partir del antiguo Partido Whig, que tiene sus orígenes en una facción aristocrática que se formó durante el reinado de Carlos II. Los Whigs pretendían reducir el poder de la corona en favor del Parlamento. Aunque su motivación original era simplemente obtener más poder para sí mismos, los whigs más idealistas fueron apoyando gradualmente la expansión de la democracia por su propia buena voluntad. Las grandes figuras de esta reforma whig fueron Charles James Fox (muerto en 1806) y su discípulo y sucesor el conde Grey. Tras décadas en la oposición los Whigs llegaron al poder de la mano de Grey en 1830 y llevaron a cabo la Reform Act de 1832.
La aprobación de la Reform Act fue la cúspide del poder Whig pero también acabaría por llevarlos a la desaparición. La ampliación del sufragio a las clases medias, que a partir de entonces también podían pertenecer a la Cámara de los comunes llevó al desarrollo del liberalismo de la clase media y al fin de los whig, aunque durante muchos años los aristócratas reformistas tuvieron el control del partido. En los años posteriores a la retirada de Grey, el partido fue liderado primero por Lord Melbourne, un Whig tradicional, y luego por Lord John Russell, hijo de un duque pero tremendamente radical. A Russell le sucedió Lord Palmerston, un Tory irlandés renegado que seguía siendo esencialmente un conservador, aunque realizaba gestos radicales.
Para el año 1839 Russell ya había adoptado el nombre de Partido Liberal, pero en realidad el "partido" era una coalición de whigs en la Cámara de los Lores y radicales en los comunes. Los líderes radicales eran John Bright y Richard Cobden, que representaban a las ciudades productoras de manufacturados que habían conseguido representación gracias a la Reform Act. Estos eran partidarios de la reforma social, de la libertad personal, de reducir los poderes de la corona y la Iglesia de Inglaterra (muchos eran inconformistas, protestantes que se negaban a abrazar el anglicanismo), de evitar la guerra y las alianzas exteriores (perjudiciales para el comercio), y, sobre todo, del libre comercio. Durante un siglo el libre comercio sería una causa que uniría a todos los liberales.
En 1841 los liberales perdieron las elecciones ante el Partido Conservador, liderado por Sir Robert Peel. Sin embargo, el periodo en la oposición sería corto, debido a las disputas internas dentro de los conservadores a causa de las Leyes del Trigo. La facción partidaria de la derogación de las leyes abandonó el partido conservador y se pasó al lado de los liberales. Este grupo, al que pertenecían los seguidores de Peel (pero no este, fallecido poco antes) sería conocido como los peelites o liberal-conservadores. Se caracterizaban por defender la mayor parte de las ideas conservadoras, excepto en la cuestión comercial, siendo firmes defensores del libre comercio. Esto permitió a los ministros liderados por Russell, Palmerston y el peelite Lord Aberdeen mantener sus cargos en las décadas de los cincuenta y los sesenta del siglo XIX. El líder peelite era William Ewart Gladstone, que ocupó el cargo de Ministro de Hacienda en muchos de estos gobiernos, caracterizándose por una gestión entusiastamente reformista. La fundación formal del Partido liberal es tradicionalmente fechada en 1859, con la formación del segundo gobierno de Palmerston.
Sin embargo, la amalgama de políticos whig y radicales en que se había convertido el grupo no llegaría a ser un partido político verdaderamente moderno, mientras estuviera dominado por aristócratas. Hasta la desaparición de Russell y Palmerston y la formación del primer gobierno de Gladstone no podemos hablar del Partido Liberal moderno. Esto pudo suceder debido a la muerte de Palmerston en 1865 y la retirada de Russell en 1868. Tras una breve administración conservadora (durante la cual se aprobó la Reform Act de 1867 con el acuerdo de los dos partidos), Gladstone logró una enorme victoria en las elecciones de 1868. El establecimiento del partido como una organización nacional formada por las personas que desearan inscribirse como miembros no se produjo hasta la fundación de la National Liberal Federation en 1877.

## El Partido Liberal bajo Gladstone

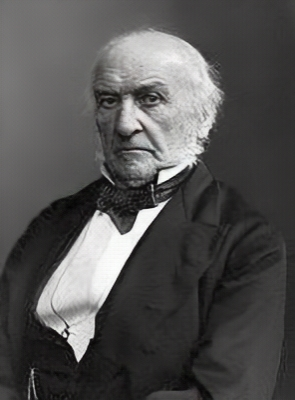
William Gladstone

Para los próximos treinta años William E. Gladstone y el liberalismo eran sinónimos. El "Grand Old Man", como se dio a conocer, fue primer ministro en cuatro ocasiones y el flujo de gran alcance de su retórica dominó la política británica, incluso cuando él no era primer ministro. Su rivalidad con el líder conservador Benjamin Disraeli se convirtió en legendaria. Gladstone era de la Alta Iglesia Anglicana y disfrutaba de la compañía de los aristócratas, pero formó un pensamiento cada vez más progresivo a medida que envejecía: como se decía ingeniosamente, "era un Tory en todo menos en lo esencial". 
La reina Victoria, que había crecido como una partidaria de los whigs, bajo la tutela del Barón Melbourne, se convirtió en una conservadora como reacción al liberalismo moralizante de Gladstone.
Los grandes logros de Gladstone en el cargo fueron sus reformas a la educación, la reforma agraria (especialmente en Irlanda, donde terminó con siglos de opresión de los terratenientes contra los campesinos católicos), la separación de la Iglesia (Anglicana) de Irlanda a través de la Ley irlandesa de la Iglesia (1869), la introducción de los gobiernos locales democráticos, la reforma que permite el voto secreto (la "Ley de Boleta" de 1872) y la eliminación de la corrupción electoral, la abolición del patronato en la administración pública y el ejército, y la "Tercera Ley de Reforma", que en gran medida extendió el derecho de sufragio a casi todos los varones adultos. Las tendencias reformistas de Gladstone fueron explicadas en parte por su visita a Lancashire durante la "hambruna del algodón", donde quedó impresionado por las cualidades de la clase obrera del lugar. Fue durante la década de 1860 que Gladstone llegó a ser conocido como "William de las gentes".
En política exterior, Gladstone fue en general contrario a la intervención militar en el exterior, pero no se opuso a la realidad del imperialismo cuando ello era urgente para los intereses británicos. Por ejemplo, bajo un gabinete de Gladstone se aprobó la ocupación de Egipto por las fuerzas británicas en 1882.
En las elecciones generales de 1874 Gladstone fue derrotado por los conservadores en Disraeli durante una fuerte recesión. Él dimitió formalmente como líder liberal y fue sucedido por el marqués de Hartington, pero pronto cambió de idea y regresó a la política activa. Gladstone mostró gran desacuerdo con la política pro-otomana seguida por Disraeli y en 1880 dirigió la primera campaña al aire libre en las elecciones en el Reino Unido de Gran Bretaña e Irlanda, conocida como la "campaña de Midlothian". Los liberales ganaron una amplia mayoría en las elecciones de 1880. Hartington cedió su lugar y Gladstone volvió a ser primer ministro.
Entre las consecuencias de la Tercera Ley de Reforma (1884-85) fue la concesión del voto a los campesinos católicos en Irlanda, y la consiguiente creación de un "Partido Parlamentario Irlandés" dirigido por Charles Stewart Parnell. En las elecciones generales de 1885 este partido obtuvo poder en la Cámara de los Comunes, y exigió un Gobierno autónomo para Irlanda como pago por el apoyo a la continuación del ministerio de Gladstone. Gladstone personalmente aceptaba una autonomía irlandesa, pero debía considerar la oposición de una fuerte facción liberal unionista dirigida por Joseph Chamberlain junto con el último de los whigs, el marqués de Hartington.
El resultado fue una fractura catastrófica en el Partido Liberal, y la dura derrota en las elecciones de 1886 en las manos del conservador Lord Salisbury. Hubo un ministerio débil liderado por Gladstone en 1892, pero también este dependía del apoyo de Irlanda y no pudo conseguir que la Cámara de los Lores aceptara el proyecto de autonomía. Gladstone finalmente se retiró en 1894. Su sucesor ineficaz, Lord Rosebery, llevó al partido a otra dura derrota en las elecciones generales 1895.
Otra consecuencia de la Tercera Ley de Reforma fue el ascenso de candidatos Lib-Lab, que fusionaban liberales con militantes del creciente Partido Laborista. La norma electoral exigía dividir todos los distritos electorales de un condado (que fueron representados por varios miembros del Parlamento) para circunscripciones uninominales, lo que correspondía aproximadamente a los patrones de población. En las zonas con mayoría de clase obrera, especialmente en las zonas mineras del carbón, los candidatos Lib-Lab eran populares, y recibieron el patrocinio y respaldo de los sindicatos. En la primera elección después de la aprobación de la Tercera Ley de Reforma (1885), trece Lib-Lab fueron elegidos, muy por encima de los dos elegidos en 1874. La Tercera Ley de Reforma también facilitó la desaparición de la "guardia whig" de mayor edad: en los distritos de dos candidatos, era común que una pareja whig-laborista postulara bajo la bandera liberal. Después de la Tercera Ley de la Reforma, menos whigs fueron seleccionados como candidatos.

## El cenit liberal
Los liberales languidecieron en la oposición durante una década, durante la cual el partido quedó dividido entre aquellos que apoyaban el imperialismo y aquellos que denostaban los métodos de barbarie empleados en las posesiones coloniales, como fue el caso de Sudáfrica. La retirada del premier conservador Salisbury en 1902 hizo que subiese al poder Arthur Balfour, que impuso una serie de medidas impopulares en materia de educación mientras Joseph Chamberlain adoptaba medidas proteccionistas, provocando que el candidato Campbell-Bannerman agrupase el partido en base al librecambismo y la reforma agraria, obteniendo la mayor victoria de su historia en 1906, la cual sería la última para los liberales sin necesidad de formar coalición.
El Gabinete de Campbell-Bannerman contó con figuras como Asquith, Edward Grey o Lloyd George, promulgando leyes sobre jornada laboral, seguros y bienestar. También se prestó atención a Irlanda, ya que Asquith se vio obligado a introducir una tercera ley de Home Rule por presión de los nacionalistas irlandeses (la Cámara de los Lores ya no podía vetarla); como consecuencia, provocó la oposición de los unionistas y protestantes irlandeses, que contaron con el apoyo de los conservadores encabezados por Andrew Bonar Law, amenazando con formar milicias y amotinarse (el conocido como Incidente Curragh). Parecía que el país se encaminaba a la guerra civil por la "cuestión irlandesa", pero en agosto de 1914 estalló la Primera Guerra Mundial.
Durante el desarrollo de la Gran Guerra el gobierno liberal vio como varios ministros dimitían, provocando el cambio de primer ministro de Asquith a Lloyd George, el cual formaría una coalición con los conservadores, lo que provocó que le partido se dividiese una vez más.

## El declive liberal
En las elecciones generales de 1918 Lloyd George, el hombre que ganó la guerra, lideró su coalición, obteniendo una aplastante victoria sobre los liberales encabezados por Asquith y el emergente Partido Laborista. Lloyd George reclamaba que aún lideraba un gobierno liberal, sin embargo era visible la gran influencia de los conservadores en el mismo. En 1922, los conservadores obtuvieron la victoria, mientras que los liberales, en esas elecciones y en las siguientes, sólo obtendrían un tercio de los votos y la cuarta parte de los escaños en la Cámara de los Comunes, ya que muchos de sus electores se pasaron a las filas de los laboristas, que se convertían así en la segunda fuerza electoral, aunque su intención era la de ser "el único partido a la izquierda de los conservadores".
En 1929 Lloyd George regresó al liderazgo del partido y en las elecciones de dicho año concurrió con un ambicioso programa de estímulo estatal de la economía llamado "¡Podemos superar el desempleo!", escrito para él por el economista John Maynard Keynes. Ganaron terreno, pero siguieron siendo la tercera fuerza por detrás de conservadores y laboristas, obteniendo una gran derrota.
En los siguientes años los liberales siguieron su declive, con participación de figuras liberales en gobiernos de unidad nacional (como Archibald Sinclair), pero su número de escaños se fue reduciendo. En la década de 1950 ya se contaban chistes en Gran Bretaña sobre que los diputados liberales "podrían reunirse en la parte de atrás de un taxi".
A partir de los años 60 se produjo una renovación de los liberales, sobre todo en Escocia y Gales. Y en los años 80 formaron la Alianza SDP-Liberal con el Partido Social Demócrata, con el que llegó hasta el 20% de los votos, rompiéndose la coalición en 1987 y formándose dos partidos: Liberales Sociales y Demócratas, que un año más tarde se convertirían en los Liberal Demócratas y el Partido Liberal.

## Resultados electorales

### Elecciones generales
|  | 59,5 % |

|  | 61,5 % |

|  | 52,0 % |

|  | 54,7 % |

|  | 47,4 % |

|  | 41,8 % |

|  | 45,4 % |

|  | 45,7 % |

|  | 44,7 % |

|  | 48,9 % |

|  | 43,5 % |

|  | 44,2 % |

|  | 13,0 % |

|  | 18,9 % |

|  | 29,7 % |

|  | 17,8 % |

|  | 23,6 % |

|  | 6,5 % |

|  | 6,7 % |

|  | 9,04 % |

|  | 9,1 % |

|  | 2,5 % |

|  | 2,7 % |

|  | 5,9 % |

|  | 11,2 % |

|  | 8,5 % |

|  | 7,5 % |

|  | 19,3 % |

|  | 18,3 % |

|  | 25,4 % |

|  | 22,6 % |

a Respecto al resultado del Partido Whig en 1959.
b En coalición con el SDP

### Elecciones al Parlamento Europeo
| Elección | Votos          | Porcentaje | Escaños |
| -------- | -------------- | ---------- | ------- |
| 1979     | 1 691 531 (#3) | 12,58%     | 0/81    |
| 1984     | 2 591 635 (#3) | 18,51%     | 0/81    |